# Diso
Diso ist eine südostitalienische Gemeinde (comune) mit 2803 Einwohnern (Stand 31. Dezember 2023) in der Provinz Lecce in Apulien. Die Gemeinde liegt etwa 45 Kilometer südöstlich von Lecce am Ionischen Meer im südlichen Salento. Diso ist Teil des Parco naturale regionale Costa Otranto – Santa Maria di Leuca e Bosco di Tricase.

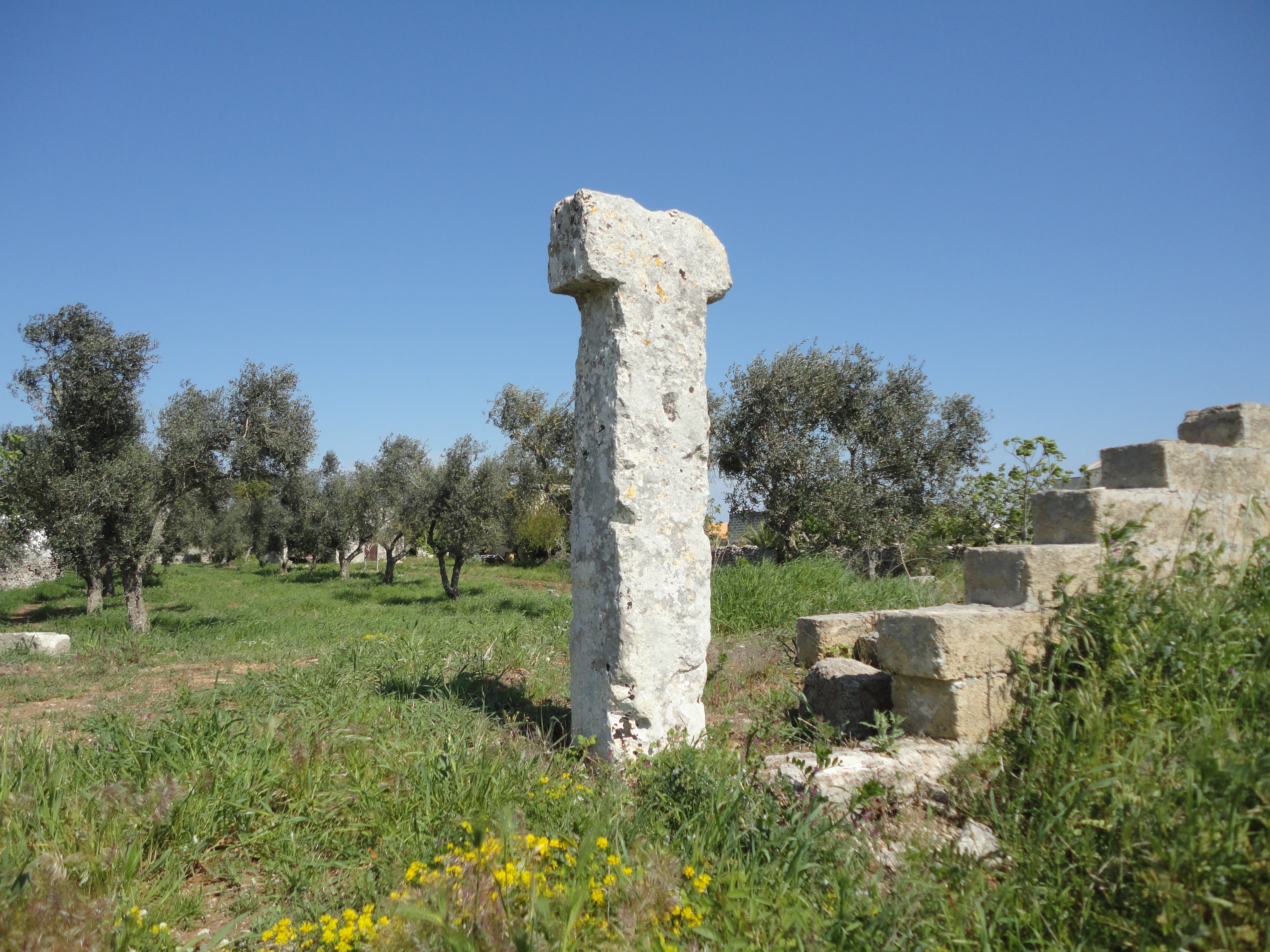
Der Menhir von Vardare nördlich von Diso

## Geschichte
Sicher ist die Errichtung einer Kirche im Jahre 1003. Schon früher war das Gemeindegebiet durch die Messapier besiedelt worden. Im 9. Jahrhundert überfielen Sarazenen die Küste. Seit dem 18. Jahrhundert befindet sich ein Haus des Kapuzinerordens im Ort.